# تپه ریکا ۱
تپه ریکا ۱ مربوط به هزاره۲ قبل از میلاد - دوره هخامنشی است و در شهرستان کرمانشاه، بخش مرکزی، دهستان میان دربند، ۲۵۰۰ متری جنوب غربی روستای ریکا واقع شده و این اثر در تاریخ ۷ خرداد ۱۳۸۷ با شمارهٔ ثبت ۲۲۷۹۷ به‌عنوان یکی از آثار ملی ایران به ثبت رسیده است.